# Жадовский монастырь
Свято-Богородице-Казанский Жадовский мужской монастырь (Жадовская пустынь, Жадовская Казанско-Богородицкая пустынь) — православный мужской монастырь Барышской епархии Симбирской митрополии Русской православной церкви, расположенный в селе Самородки. С 2018 года — памятник градостроительства и архитектуры РФ.

## История
Монастырь основан в 1714 году по благословению митрополита Казанского Тихона (Воинова) на месте обретения Казанской иконы Божией Матери крестьянином Тихоном на роднике, возле села Жадовка.

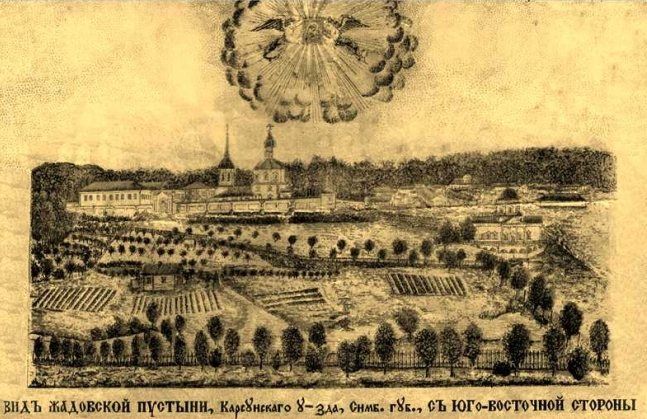
Вид Жадовской Казанской пустыни. Литография XIX в.

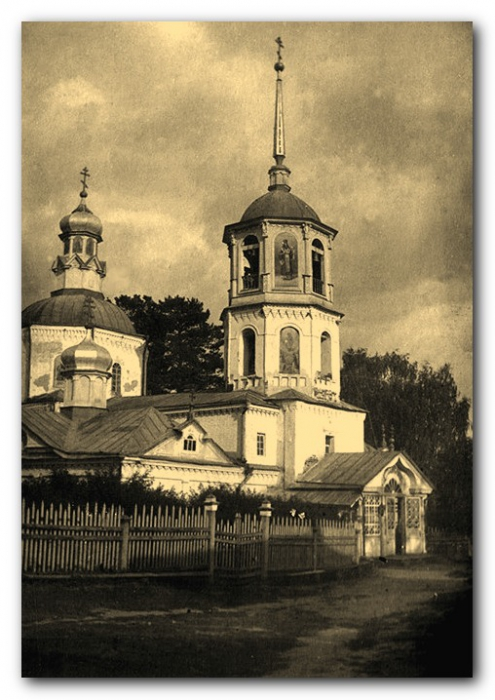
Казанский храм Жадовской пустыни, дореволюционная фотография.

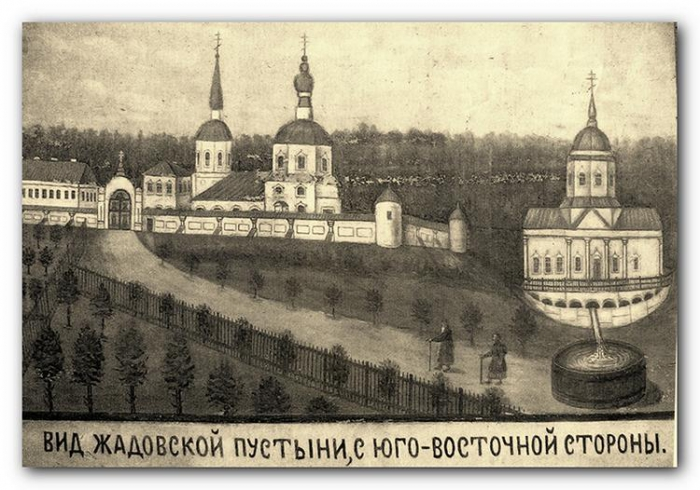
Вид Жадовской пустыни. Литография XIX в.

В 1709 году на горе возле родника местным помещиком подполковником Иваном Петровичем Обуховым и другими местными землевладельцами: Л. Т. Аристовым, С. П. Ребровским, Н. Ф. Плешивцевым, Ф. Воронцовым и В. Зимнинским, была выстроена деревянная часовня. В 1711 году И. П. Обухов рядом с часовней начал строительство деревянного храма с главным престолом в честь Казанской иконы Богородицы и приделом святителя Тихона Амафунтского.
В 1723 году Спасо-Преображенский мужской монастырь по распоряжению Петра I был закрыт, а остававшиеся монахи были переведены в Жадовскую пустынь. В январе 1732 года Московское синодальное ведомство отдало указ для архиепископа Казанского и Свияжского о восстановлении самарского Спасо-Преображенского мужского монастыря и переводе в него монахов из Жадовской пустыни.
В 1738 году в обители произошел сильный пожар, в результате которого в числе прочих построек сгорела и деревянная Казанская церковь.

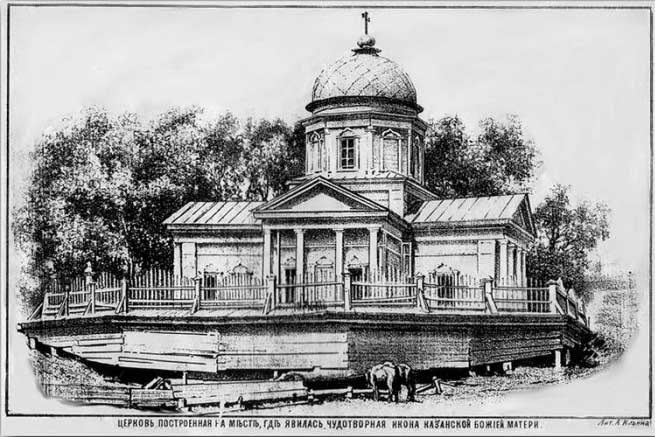
Храм иконы Богородицы "Живоносный источник" на роднике. Жадовская Казанская пустынь. Литография А. Ильина, 2-я пол. XIX в.

В 1739 году дворянин Григорий Афанасьевич Аблязов (прадед писателя А. Н. Радищева) заложил новый двухпрестольный каменный храм, освящённый в 1748 году (разрушен в 1967 г.). В связи с введения штатов в 1764 году пустынь была упразднена. К храму был приписан священник и пономарь для богослужения.
На 1785 год в Казанской пустыни «…было монахов до 12 человек и игумен. Ныне ж, по упразднении, находится во оном каменная церковь, 1-2 деревянных кельи и приходской священник». «В упраздненной Казанской пустынe, по близости села Жадовки, по которой и называется Жадовскою — 4 июня, продолжается 4 дня, народу стекается до 5.000 человек».
Указом Синода от 23 января 1846 года Казанский храм причислен к Симбирскому Архиерейскому дому. 6 февраля 1846 года возобновлён как монастырь.
В 1847 году жители Симбирска подали прошение епископу Симбирской епархии Феодотию (Озерову) об ежегодном приношении Жадовской иконы из монастыря в город с подобающей святыне честью. Первое принесение образа с Крестным ходом состоялось в 1848 году ради избавления от эпидемии холеры, и болезнь отступила. Крестный ход с Жадовским образом совершался ежегодно до 1924 года, когда обитель была закрыта и разграблена. В советское время чудотворная икона тайно хранилась у благочестивых верующих людей, затем у настоятеля Никольского храма села Оськино священника Николая Шитова (впоследствии игумен Адриан; † 2020). В 1997 году он, в свою очередь, передал святыню епископу Ульяновскому Проклу (Хазов) (впоследствии митрополит Симбирский и Новоспасский; † 2014) для возвращения её в восстанавливающийся Жадовский монастырь. В 2004 году был возрождён ежегодный Симбирский крестный ход с Жадовской иконой.
На 1859 год, «близ села Жадовка находится Казанско-Богородская пустынь с церковью и часовней. При Пустыни бывает ярмарка».
На 1897 год в Жадовской Казанско-Богородицкой пустыни (мужской монастырь) в 11 дворах жило: 50 м. п. и 9 ж. п., имелось: две церкви и одна часовня.
В 1914 году новую деревянную церковь, которая сначала была построена в Жадовском монастыре, но когда возвели кирпичную, то её перевезли в посёлок Измайлово.
В марте 1930 года монастырь закрыт советской властью.
Возрождён в 1996 году.

### Имущество
На 1900 год в монастыре было три храма: каменный в монастыре, деревянный за монастырской стеной и домовый. Было земли:
1) при Жадовской пустыни 72 дес. (30 дес. усадебной, 15 дес. пахотной, 3 дес. сенокосной, 15 дес. лесу и 9 дес. под речкой, болотами и кустарником);
2) при селе Головцеве, в 10 вер. от пустыни, 238 дес. (сдаются в аренду за 240 руб.);
3) при с. Красная Поляна, в 20 вер. от пустыни, 90 десятин (по смерть пользуется жертвовательница);
4) при с. Русское Тимошкино, в 20 вер. от пустыни, 142 десятины (сдаются в аренду за 275 руб.);
5) при с. Лукине (ныне в черте с. Стоговка), в 85 вер. от пустыни, 330 дес. (сдаются в аренду за 300 руб.);
6) при с. Конновке и дер. Аристовке (находилась рядом с селом, ныне исчезла), в 18 вер. от пустыни, 1318 дес. (из коих 260 1/4 дес. сдаются в аренду за 1960 р. 75 к., 145 дес. обрабатываются экономией, 120 дес. под лесом и 792 3/4 дес. под пастбищем, лугами и усадьбой);
7) при с. Кольцове Сызранского уезда, в 180 вер. от пустыни, 405 дес. (сдаются в аренду за 1500 руб.); всего 2595 десятин.
Пустыни принадлежали: мельница при с. Кононовке (сдается в аренду, за 50 руб. в год); ярмарочные лавки (сдается в аренду за 2000 — 3000 руб.) и гостиницы, а также странноприёмные помещения для богомольцев. Капитал пустыни 6400 руб. Братии: управляющий пустынью архимандрит, 6 иеромонахов, 2 иеродиакона, 2 монаха 30 послушников.
На 1913 год в Жадовской Казанско-Богородицкой пустыни (мужской монастырь) в 4 дворах жило 49 муж. и 4 жен., имелось: 2 церкви, часовня и мельница. Экономия Жадовской пустыни, при реке Сар-Барыш, была мельница, при которой в двух дворах жило: 8 мужчин и 3 женщины.
На 1930 год в Жадовской пустыне в 4 хозяйствах жило 7 человек.

## Святыни
- Жадовская Казанская чудотворная икона Божией Матери[10]
- икона с частицей Ризы Господней
- икона с мощами преподобных отцов Киево-Печерских (84 частицы)
- икона с мощами блж. Андрея Христа ради юродивого Симбирского Чудотворца
- икона с мощами прписп. архимандрита Гавриила Мелекесского
- источник на котором была обретена икона
- чудотворная икона Божией Матери «Троеручица» (утрачена)[21]

## Престольные праздники
- Икона Пресвятой Богородицы «Казанская» — 21 июля, 4 ноября,
- Второе обретение Казанской-Жадовской иконы Божией Матери — 19 апреля (2 мая),
- Обретение в Казани иконы Божией Матери — 8 (21) июля,
- В честь избавления Москвы от поляков — 22 октября (4 ноября).

## Храмы
- Собор Казанской иконы Божией Матери[22]
- Крестильная церковь Иоанна Воина[23]
- Часовня иконы Божией Матери «Живоносный источник»[24]

Утраченные:
- Собор Казанской иконы Божией Матери (1739—1746)[25]
- Церковь иконы Божией Матери «Живоносный источник» (1856)[26]
- Домовая церковь Алексия, человека Божия при архиерейских покоях (1894)
- Часовня в угловой башне ограды (1852)

## Настоятели, наместники
- Михаил (1711 — ?) игумен — первый настоятель из Сызранского Вознесенского монастыря.
- Авраамий (упом. 1720) игумен
- Никон (упом. с 1734—1738) иеромонах.
- Тит (1738—1742) иеромонах.
- Филарет (1742—1744) иеромонах.
- Илларион (1744—1748) игумен
- Лука (1748 — ?) игумен.
- Глеб (? — 1752) игумен, переведён в Симбирскую Соловецкую пустынь.
- Питирим (1752 — ок. 1757) игумен, переведён из Симбирской Соловецкой пустыни.
- Иаков (ок. 1757 — ?) игумен.
- Иосиф (? — 1764) игумен.

1764—1846 — упразднение обители
- Августин (1846 — март 1848) иеромонах
- Флегонт (март 1848 — январь 1857) иеромонах.
- Серапион (1857) иеромонах.
- Пионий (1857 — 8 апреля 1867) иеромонах.
- Никодим (1867—1871) иеромонах.
- Варлаам (1871 — март 1872) иеромонах.
- Парфений (1872) иеромонах.
- Венедикт (? — 6 декабря 1873) иеромонах.
- Герман (1873 / 74 — ноябрь 1875) иеромонах.
- Макарий (1875—1905) архимандрит; Гермоген (Кузьмин) — архимандрит РПЦ, с 1905 года начинал служить в пустыни послушником; Гавриил Мелекесский — Святой Русской православной церкви, с 1903 года начинал служить в пустыни послушником[27]; Немков Стефан Михайлович — священник Русской православной церкви, с 1904 по 1905 гг. был учителем закона божьего в церковно-приходской школе при монастыре[28]; Старец Леонтий (Леонтий Тимофеевич Шестаков), здесь принял монашество и около 5 лет жил в Жадовском монастыре[21].
- архимандрит Каллист (Павлов) (1906—1930)[29]

1930—1994 — закрытие монастыря
- 1994—2012 — преосвященные Симбирские
  - схиигумен Агафангел (Семёнов) (1996—2000)[30]
  - Филарет (Коньков) (20 октября 2000 — 28 октября 2012)[31]
- с 2012 — преосвященные Барышские

## Некрополь
- управляющие пустынью: иером. Пионий († 1867), иером. Никодим († 1871), иером. Герман († 1875)
- духовники монастыря: иером. Иринарх († 1891), иером. Иоанникий († 1894), иером. Виталий († 1900), иером. Николай († 1908)
- монашествующие: иеродиак. Иероним († 1907), иерод. Михаил († 1908), мон. Нифонт († 1900), мон. Афанасий († 1902).
- жертвователи и благотворители обители: генерал-майор Александр Андреевич Дувинг (1777—1856), коллежский асессор Сергей Петрович Городецкий (1831—1867), полковница Екатерина Петровна Мейснер (1818—1876), дворянка Анна Александровна Мотовилова (1812—1888), дворянка София Петровна Ховрина (1817—1891), старец Леонтий Федорович Належников (1806—1871), фабричный фельдшер Василий Максимович Кузюков († 1893), дворянка Варвара Ивановна Дмитриева (1834—1894), жена священника Ольга Дмитриевна Топорнина (1837—1897), коллежский асессор Петр Александрович Ховрин (1837—1895), статский советник Александр Николаевич Мотовилов (1837—1899), младенец Николай Протопопов, сын фабриканта и Предводителя Карсунского уездного дворянства Александра Дмитриевича Протопопова († 1899), дворянка София Ивановна Дмитриева (1837—1902).

В 1990-х годах, при восстановлении монастыря, были обнаружены несколько безымянных захоронений священнослужителей. Их объединили в одно, рядом был погребён первый наместник возрожденной обители Агафангел (Семёнов) († 2014). На братском кладбище похоронены: иеромонах Ефрем (Нагичев) († 2020), монах Исаакий (Русаев Александр Александрович) († 2020), монах Николай (Брусенцов), монах Игнатий, монах Иов.

## Галерея

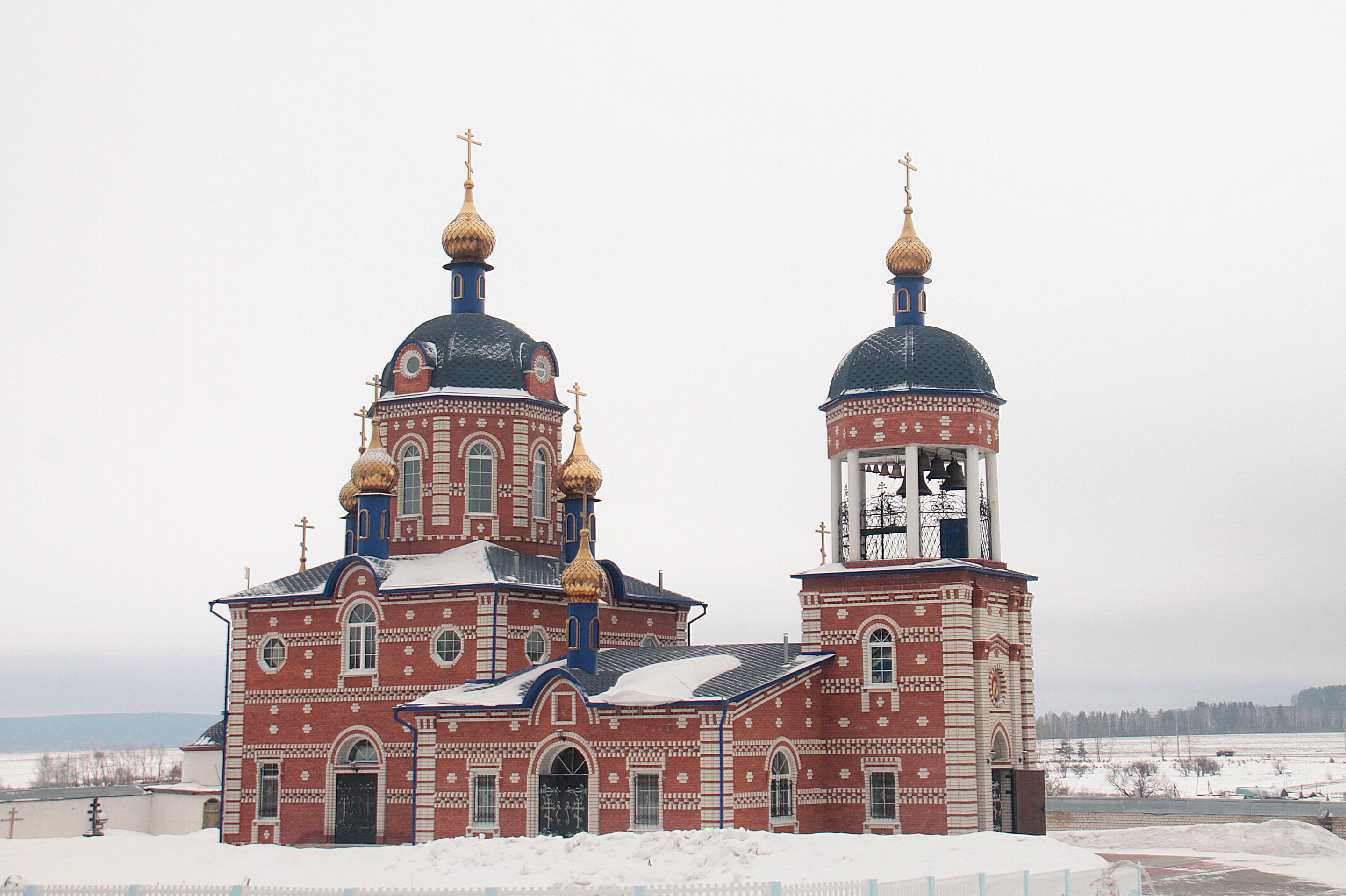
Храм в Жадовском мужском монастыре.
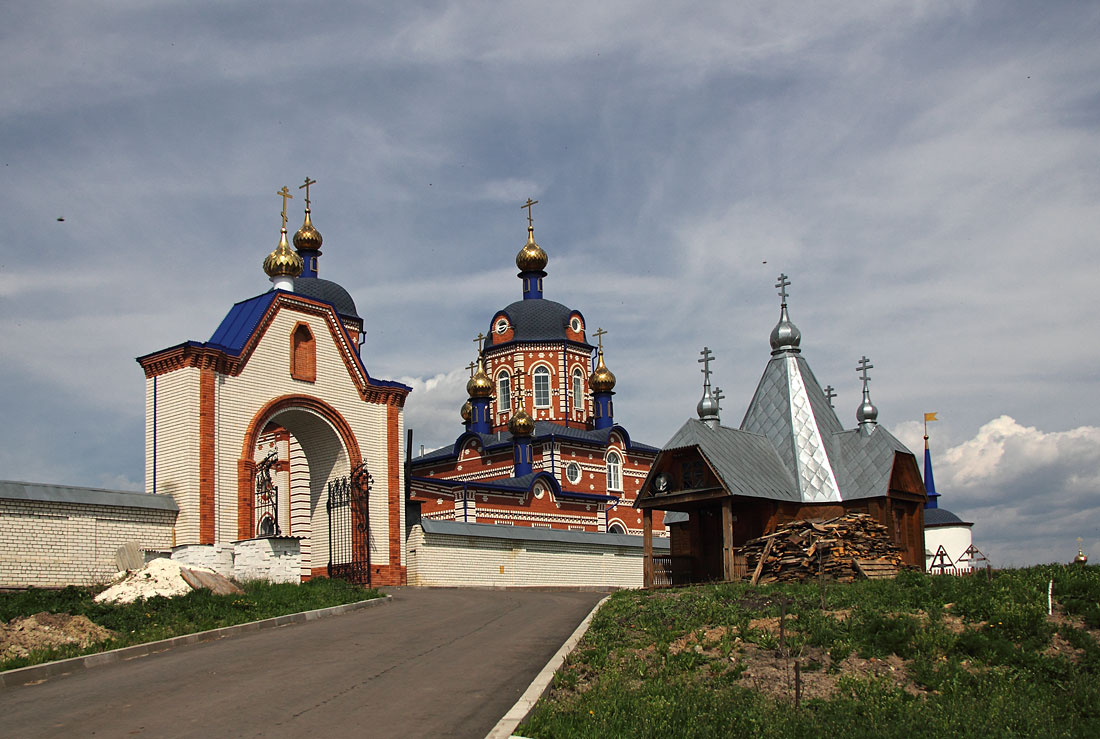
Южные врата монастыря.
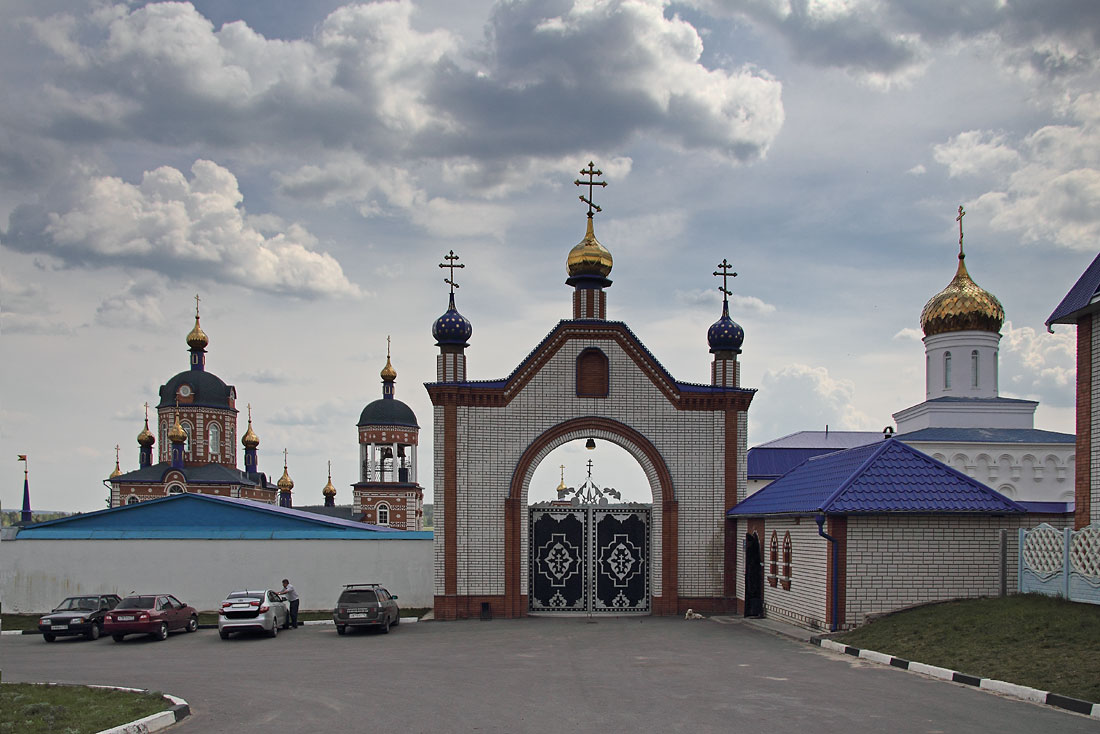
Главные врата пустыни.
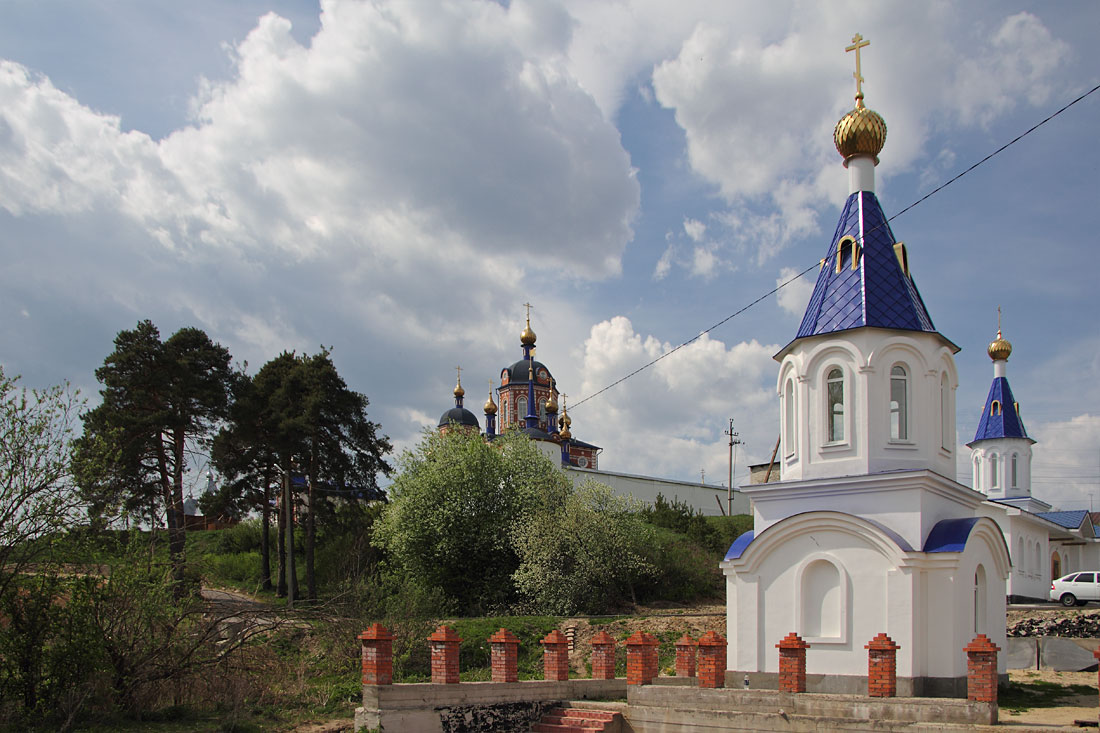
Часовня на святом источнике.
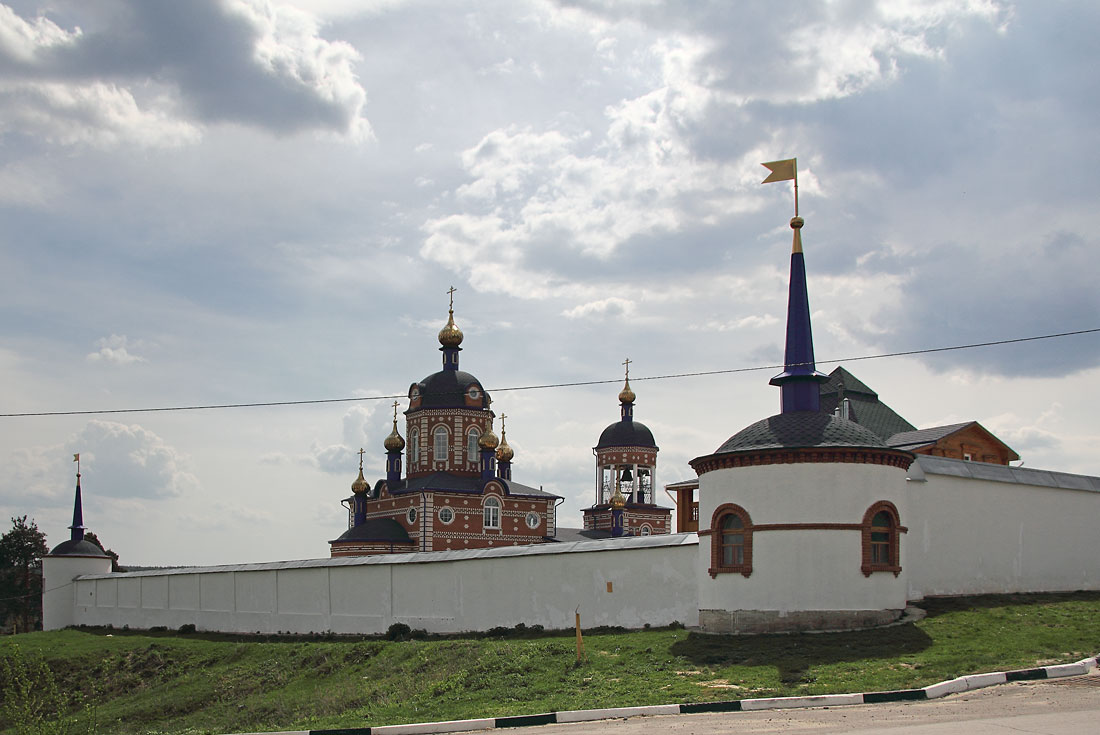
Восточная часть ограды.
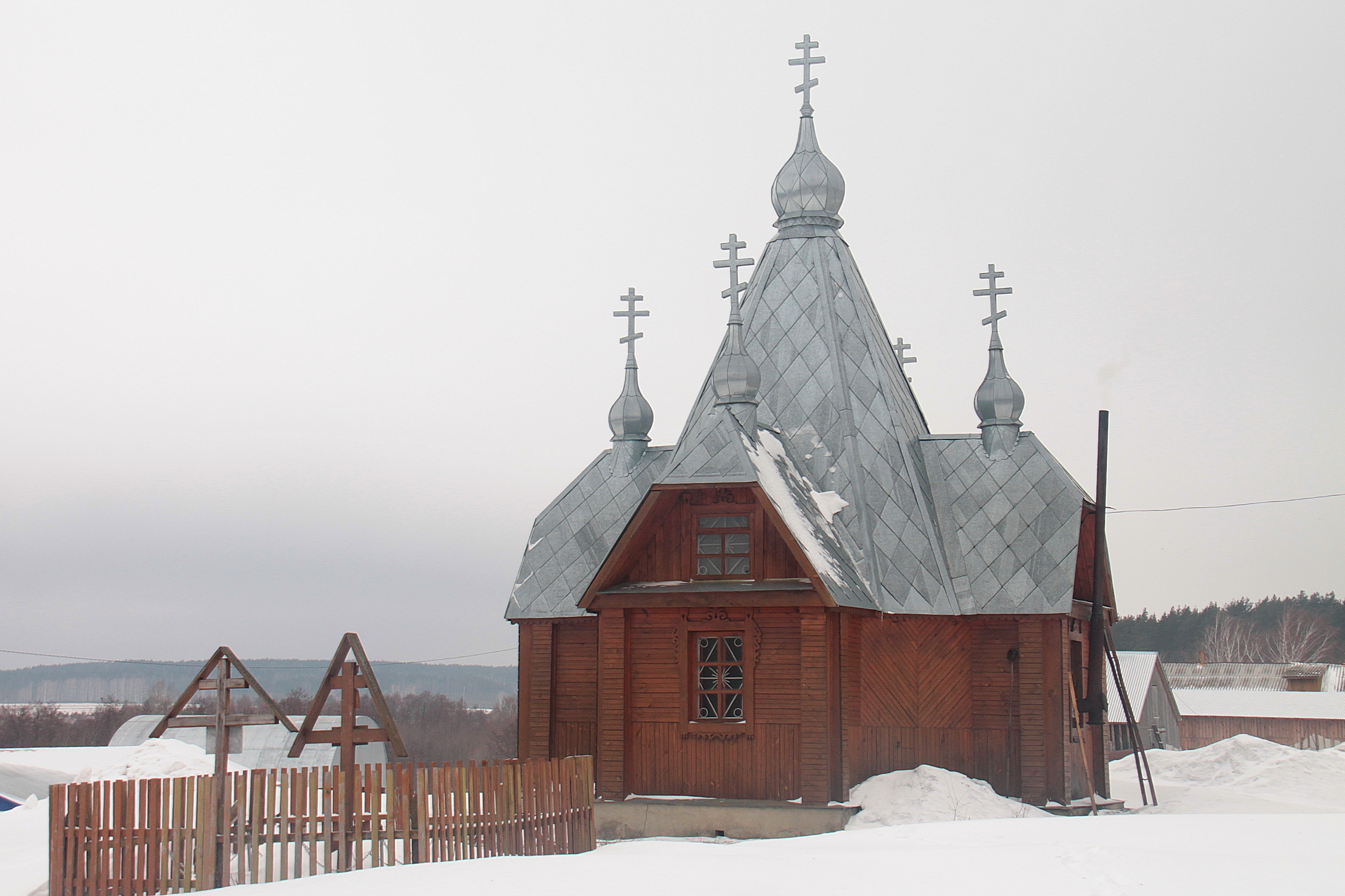
Часовня возле Жадовского мужского монастыря.